# Densidad nutricional

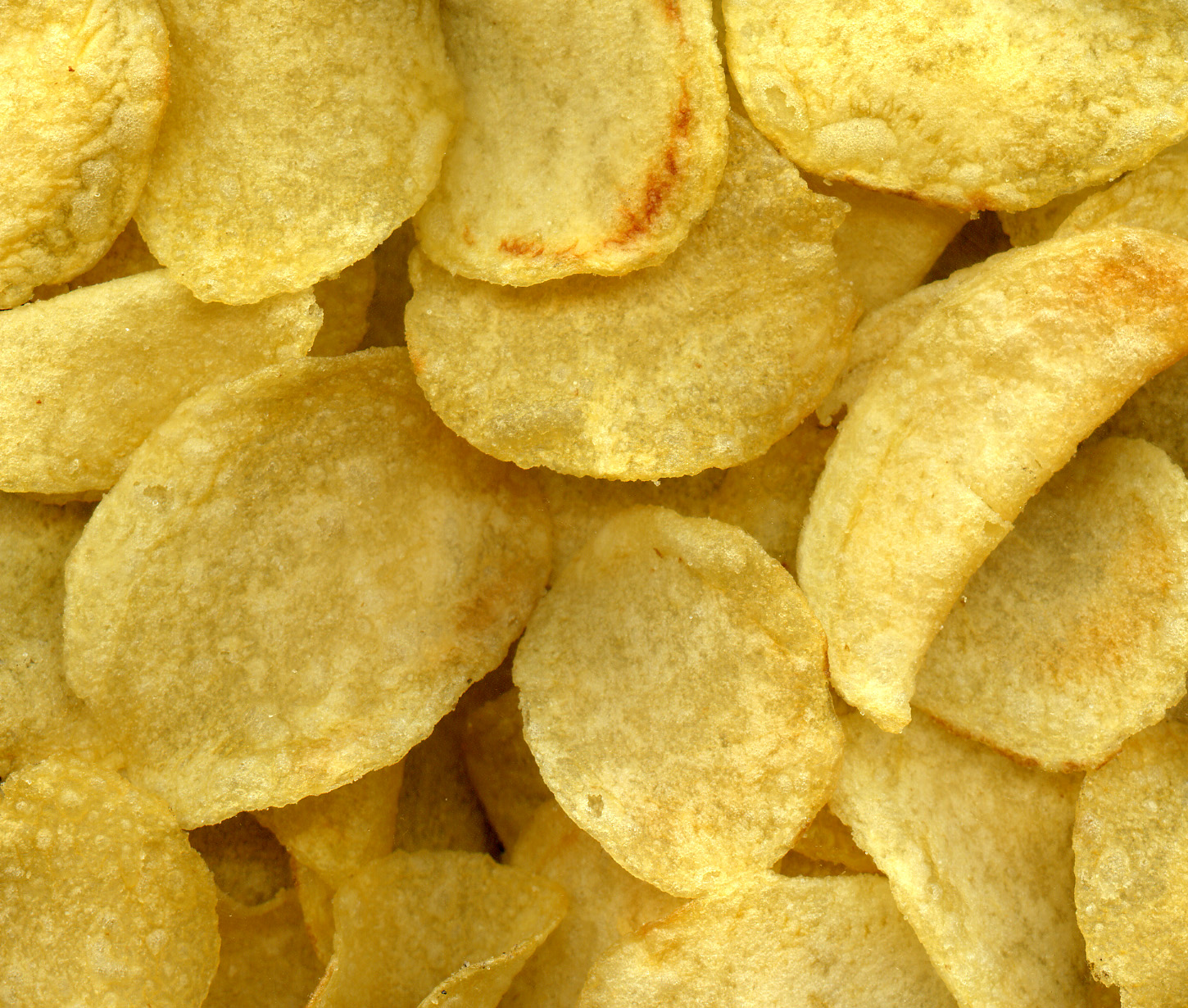
Papas fritas

La densidad nutricional identifica la cantidad de nutrientes beneficiosos en un alimento en proporción, por ejemplo, al valor energético, peso o cantidad de nutrientes perjudiciales. Expresiones como «rico en nutrientes» o «denso en micronutrientes» se refieren a propiedades similares. Se han desarrollado y están en uso varias normas nacionales e internacionales diferentes.

## Definición y uso
Según la Organización Mundial de la Salud, el perfil de nutrientes clasifica los alimentos por su composición nutritiva para promover la salud humana (y/o animal) e impedir enfermedades. La clasificación por densidad nutricional es una de esas estrategias de perfil de nutrientes. Ordenar alimentos por densidad de nutrientes es un método estadístico para comparar alimentos por la proporción de nutrientes en los alimentos. Algunas de estas comparaciones pueden ser el índice glucémico y el Overall nutritional quality index.
Cuando la densidad se define en proporción al contenido energético, los alimentos ricos en nutrientes como las frutas y verduras son lo opuesto a los alimentos densos en energía (también llamados «caloría vacía»), como el alcohol y los alimentos con alto contenido de azúcar o cereales procesados. Más allá de su uso para distinguir diferentes tipos de alimentos entre sí, la densidad nutricional permite comparar diferentes ejemplos o muestras del mismo tipo de alimentos. La densidad de nutrientes está correlacionada con la calidad del suelo y los niveles de mineralización del suelo, aunque la relación es compleja e incorpora otras dimensiones.

La Academia de Nutrición y Dietética informó en 2013 que:

La Academia ha resumido varios indicadores de la calidad de los nutrientes.
El índice de alimentos ricos en nutrientes ha sido desarrollado por una coalición de investigación que involucra a profesionales de la alimentación y la nutrición.  Este índice utiliza perfiles de nutrientes que han sido validados contra las medidas aceptadas de una dieta saludable, como el Índice de alimentación saludable creado por el USDA.

## Crítica
Los siguientes aspectos de las medidas de densidad de nutrientes han sido criticados.

### Medición en proporción al contenido energético
Si la densidad de nutrientes se mide en proporción al contenido energético de los alimentos:
1. Por diseño, destaca los micronutrientes sobre los macronutrientes, ya que la mayoría de los macronutrientes contribuyen al contenido de energía de los alimentos (y, por lo tanto, disminuyen la medida de densidad).
2. Un producto alimenticio con excelente contenido de micronutrientes puede obtener una densidad de nutrientes muy baja, si también tiene un contenido energético significativo, incluso si esa energía es proporcionada por macronutrientes saludables como aminoácidos esenciales, grasas no saturadas y carbohidratos lentos.
3. Un producto alimenticio con un contenido energético muy bajo puede obtener una densidad muy alta, incluso si su contenido real de micronutrientes es bajo.
4. Centrarse en alimentos de baja energía puede crear o desencadenar trastornos alimentarios ya existentes.

### Usar una sola medida para múltiples nutrientes
Ningún producto alimenticio natural contiene todos los nutrientes esenciales y la densidad nutricional no le dirá cuáles faltan. Entonces, incluso una dieta basada en muchos productos de alta densidad podría carecer de varios nutrientes esenciales.

### Elección de nutrientes incluidos en la medida.
1. Si se incluyen todos los nutrientes esenciales o micronutrientes en la medida, eliminará el enfoque de los nutrientes que con mayor frecuencia faltan en la dieta de las personas.
2. Si se realiza una selección de nutrientes (por ejemplo, en función de la frecuencia con la que faltan en las dietas de las personas), la selección no será relevante para todos, porque algunas personas carecen de nutrientes completamente diferentes.

## Lectura complementaria
- Academy of Nutrition and Dietetics (formerly the American Dietetic Association), Position of the Academy of Nutrition and Dietetics: Total Diet Approach to Healthy Eating. Journal of the Academy of Nutrition and Dietetics (January 2012), http://www.andjrnl.org/article/S2212-2672(12)01993-4/pdf, accessed 10/15/2014.
- American Dietetic Association, Practice Paper of the American Dietetic Association: Nutrient density—Meeting nutrient goals within calorie needs. J Am Diet Assoc. 2007;107(5):860-869.
- Cason, K. L., Clemson University Department of Food Science and Human Nutrition. Nutrient Density (Consumer Judging—Junior/Senior). February 2005.
- Dooley, D. A. Island Scene Online. Nutrient Density: An Idea Whose Time Has Finally Come. (Hawaii Medical Service Association), 27 de julio de 2005. http://www.islandscene.com/Article.aspx?id=2641, accessed 10/15/2014.
- Drewnowski A. Defining nutrient density: Development and validation of the nutrient rich foods index. J Am Coll Nutr. 2009; 28(suppl 4):421S-426S, accessed 10/15/2014.
- Hersey, J., When Consumers Use the Nutrient Rich Foods Index, Better Choices are Made, RTI International, 12-Jan-2012, Research Triangle Park, NC, accessed 10/15/2014
- McCallum, S., Addressing Nutrient Density in the Context of the Use of Thickened Liquids in Dysphagia Treatment, ICAN: Infant, Child, & Adolescent Nutrition, December 2011; vol. 3, 6: pp. 351–360.  http://can.sagepub.com/content/3/6/351.short, accessed 10/15/2014.
- Sizer, F., and Whitney, E., Eds. Nutrition Concepts and Controversies, Ninth Edition. 2003.
- Tufts University, Health Sciences Campus. Expert Recommends Communicating "Nutrient Density" to Consumers. 5 de abril de 2006. http://www.newswise.com/p/articles/view/519371/
- University of Oxford, Annex II of Rayner M, Scarborough P, Boxer A, Stockley L. Nutrient profiles: Development of final model. London: Food Standards Agency, 2005 (December), accessed 10/15/2014.
- University of Wisconsin Cooperative Extension. Nutrient Density: Optimize Your Intake!

- Datos: Q7878716